# Георги Лъжев
Георги Д. Лъжев е деец на Българското възраждане в Македония, един от първите мелиографи в Македония, учител.

## Биография
Лъжев е роден в 1866 година във Воден, тогава в Османската империя (днес Едеса, Гърция). Негов брат е просветният деец Петър Д. Лъжев. Събира народни песни и неговите трудове са печатани в Сборника за народни умотворения, наука и книжнина (1890 - 1900). Завършва Софийския университет и от 1893 година преподава в мъжката гимназия във Варна и основава хор при храма „Свети Архангел Михаил“.
Преподава църковно пеене и в Търново. В 1900 година е делегат на Търновското дружество на Седмия македонски конгрес.
Говори немски, френски, английски, гръцки, старогръцки и санскрит.